# Куромацунай

42°40′4″ пн. ш. 140°18′28″ сх. д. / 42.66778° пн. ш. 140.30778° сх. д.
Куромацуна́й (яп. 黒松内町, くろまつないちょう, МФА: [kuɾomat͡sunai̯ t͡ɕoː]) — містечко в Японії, в повіті Сутцу округу Сірібесі префектури Хоккайдо. Станом на 1 жовтня 2008 року площа містечка становила 345,47 км². Станом на 31 березня 2017 населення містечка становило 2929 осіб.